# Hram
Hram je stavba, ki je namenjena shranjevanju vina. Grajena je iz lesenih brun, krita je bila včasih s slamo ali s skodlami. Postavljena je ob robu vinograda in se uporablja za hrambo vina. Notri so po navadi shranjeni sodi, orodje za delo v vinogradu ter oprema za kletarjenje. Hrami so značilni za skoraj celo slovensko področje razen Gorenjske, ki ne velja za tradicionalno vinorodno deželo.

## Zanimivost
Najmanjši hram v Sloveniji leži na Bizeljskem, v zaselku Bošt, ob cesti proti tamkajšnji podružnični cerkvi sv. Vida. Bruna daljše stene merijo približno 2,1 metra, o njegovi starosti pa priča letnica vklesana na podboju vrat, in sicer 1938. Streha je še vedno krita s slamo. Hramček sicer ni v uporabi in je prazen.